# Елгавское латышское общество
Елгавское латышское общество (латыш. Jelgavas Latviešu biedrība), или Елгавское содружество латышей (латыш. Jelgavas latviešu sadraudzības biedrība), наряду с Рижским латышским обществом, является одной из старейших латышских общественных организаций, основанной в 1880 году. Организация была ликвидирована в 1940 году и вновь восстановлена в 1990 году.

## История

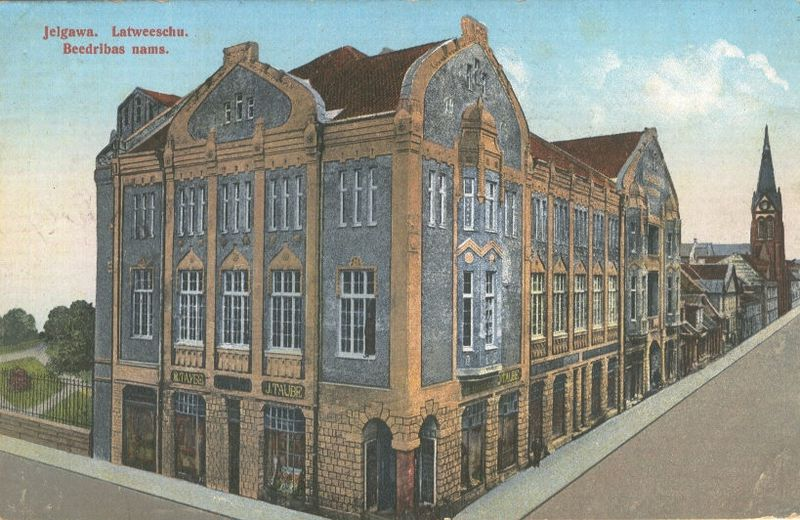
Дом Елгавского латышского общества на Католической улице (разрушен в 1944 году)

Инициатором основания Елгавского латышского общества был Матеру Юрис, издатель «Балтийского земледелия», который приехал в Елгаву в 1875 году и выступал против господства Рижского латышского общества. Он заложил основы общества в местном товариществе пчеловодов, объединив латышей и тем самым лишив его (товарищество) немецко-балтийских рук.
Новое общество официально начало свою деятельность в 1880 году и избрало Матеру своим первым предводителем. В 1881 году Елгавское латышское общество приобрело виллу и парк Медема, где устраивало концерты и театральные представления. За год до смерти Матеру (1884 г.) руководство обществом взял на себя врач Екабс Буллис, который перенял ранее русофильскую еженедельную елгавскую газету «Tēvija» («Отечество») и преобразовал её в дух «Балтийской газеты». В 1887 году новым предводителем был избран юрист Янис Чаксте, который уже был известен своей любовью к московским латышским вечерам. В 1889 году руководство «Отечеством» перешло в руки Чаксте, что ещё больше укрепило его общественное положение. Кроме того, популярности Чаксте способствовал открытый путь национализма, и при нём Елгавское латышское общество завоевало место лидеров во всей Курляндской губернии.

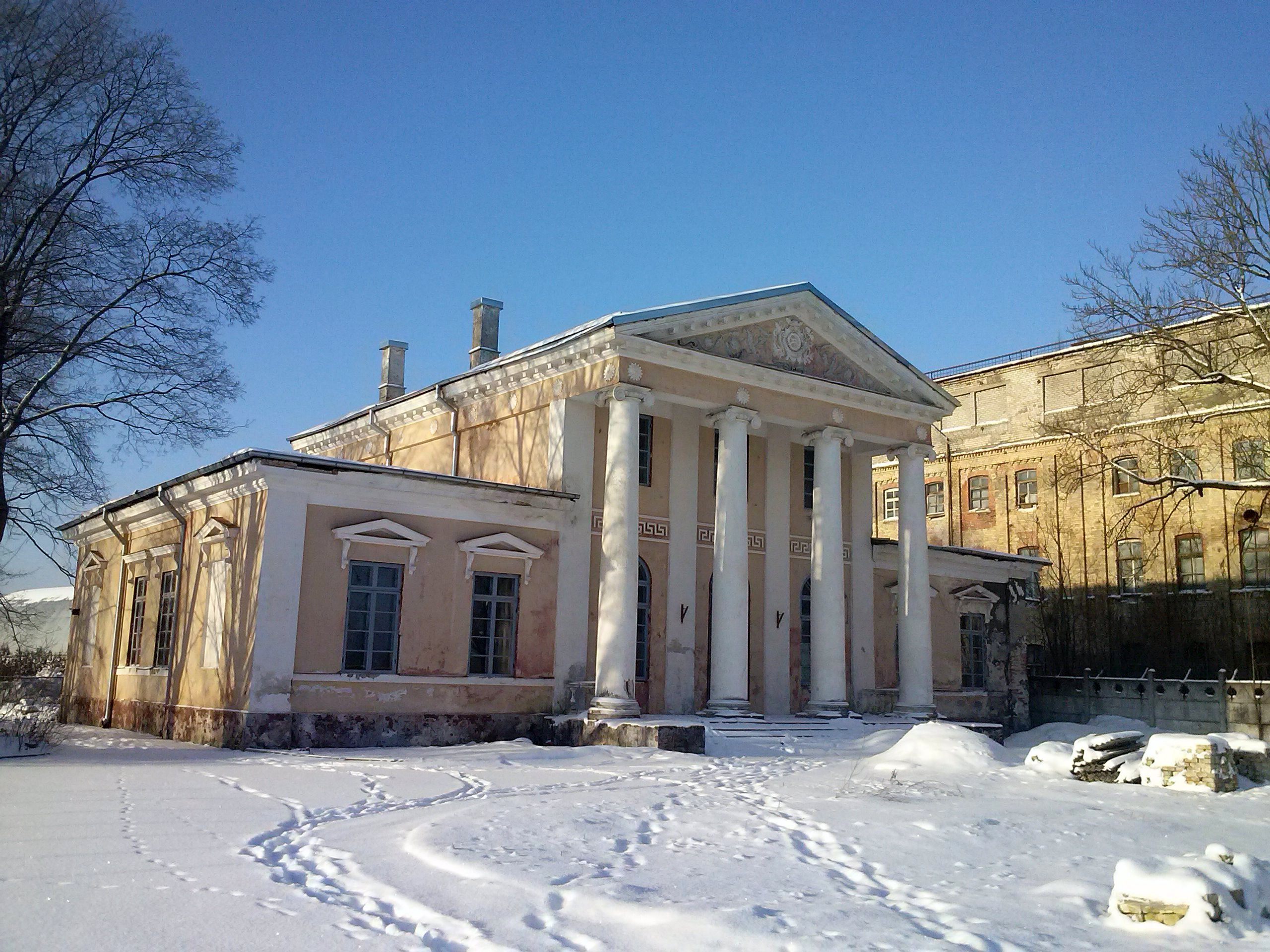
Вилла Медем, принадлежащая Елгавскому латышскому обществу.

В 1893 году Елгавское латышское общество получило разрешение на организацию IV Всеобщего праздника песни с пожеланием Чаксте «выделить Елгаву как центр всего общественного движения Курземе и Земгале и порадовать ещё больше курземцев их национально-культурной деятельностью». Янис выбрал для этого 100-ю годовщину присоединения Курляндского герцогства и Пилтенской области к Российской империи, 1895 год. Тогдашний губернатор Курземе Шипягин, который был относительно нейтрален по отношению к Латвии, не возражал против такого хорошего мотива, так что разрешил это действие осенью 1893 года. Янис Бисениекс возглавлял Елгавское латышское общество с 1901 по 1902 год. После революции 1905 года руководителем Елгавского лютеранского пасторства и Елгавского латышского общества был журналист Янис Вейсманис (1906—1912).
Елгавское латышское общество пережило Первую мировую войну, времена беженцев, борьбу за свободу Латвии и Бермонтиаду, и продолжало свою деятельность до оккупации Латвии в 1940 году, когда советское правительство закрыло его, как и сотни других общественных организаций. Во время немецкой оккупации объединение возобновило свою деятельность, но после советского освобождения в 1944 году снова было ликвидировано. Летом 1989 года собралась инициативная группа, на которой было принято решение об обновлении Елгавского латышского общества, а 10 июня 1990 года в присутствии 86 членов восстановленного общества был принят устав обновленного Елгавского латышского общества.

## Здание общества
Здание северного модерна было построено между 1908 и 1909 годами по проекту архитектора Пауля Эпле. Отделка первого этажа была выполнена из гранитных блоков, здесь было несколько магазинов. На втором этаже располагались вестибюль, библиотека и большой зал общества со сценой для театральных представлений. На третьем этаже были жилые комнаты и комнаты для персонала.